# SAYSD1
SAYSD1 (англ. SAYSVFN motif domain containing 1) – білок, який кодується однойменним геном, розташованим у людей на 6-й хромосомі. Довжина поліпептидного ланцюга білка становить 183 амінокислот, а молекулярна маса — 20 163.
| 10         |  | 20         |  | 30         |  | 40         |  | 50         |
| ---------- |  | ---------- |  | ---------- |  | ---------- |  | ---------- |
| MEQRLAEFRA |  | ARKRAGLAAQ |  | PPAASQGAQT |  | PGEKAEAAAT |  | LKAAPGWLKR |
| FLVWKPRPAS |  | ARAQPGLVQE |  | AAQPQGSTSE |  | TPWNTAIPLP |  | SCWDQSFLTN |
| ITFLKVLLWL |  | VLLGLFVELE |  | FGLAYFVLSL |  | FYWMYVGTRG |  | PEEKKEGEKS |
| AYSVFNPGCE |  | AIQGTLTAEQ |  | LERELQLRPL |  | AGR        |  |            |

A: Аланін

C: Цистеїн

D: Аспарагінова кислота

E: Глутамінова кислота

F: Фенілаланін

G: Гліцин

I: Ізолейцин

K: Лізин

L: Лейцин

M: Метіонін

N: Аспарагін

P: Пролін

Q: Глутамін

R: Аргінін

S: Серин

T: Треонін

V: Валін

W: Триптофан

Задіяний у такому біологічному процесі, як альтернативний сплайсинг. 
Локалізований у мембрані, цитоплазматичних везикулах.